# XI обикновено народно събрание
Единадесетото обикновено народно събрание (XI ОНС) е народно събрание на Княжество България, заседавало между 22 февруари и 23 декември 1901, брой народни представители – 166. XI ОНС заседава в сградата на Народното събрание в София. Разпуснато е предсрочно.

## Избори
Изборите за XI ОНС са насрочени с указ на княз Фердинанд I № 389 от 24 декември 1900 г. Провеждат се на 28 януари 1901. В тях изявено парламентарно мнозинство няма и затова се образува коалиция между Прогресивнолибералната, Демократическата и Народната партия, и БЗНС. Избрани са 164 народни представители. Избирателната активност е 42,7%.

### Разпределение на места
Прогресивнолибералната партия е с трети резултат с около 1/5 от гласовете, но получава най-много места – цели 40. Местата в парламента са разпределени, както следва:
- Народна партия – 29 места (печелят 66 910 гласове, 22,8% от общия сбор)
- Народнолиберална партия – 24 места (печелят 65 680 гласове, 22,4% от общия сбор)
- Прогресивнолиберална партия – 40 места (печелят 58 860 гласове, 20,1% от общия сбор)
- БЗНС – 12 места (печелят 22 600 гласове, 7,7% от общия сбор)
- Либерална партия (радослависти) – 5 места (печелят 15 111 гласове, 5,2% от общия сбор)
- Демократическа партия – 27 места (печелят 49 070 гласове, 16,8% от общия сбор)
- БРСДП – 2 места (печелят 14 680 гласове, 5,0% от общия сбор)
- Консервативна партия – 2 места
- други партии – 4 места
- безпартийни – 19 места

Невалидни гласове / бюлетини – 51 876 гласа.

## Разпускане
Отказът на част от народните представители – демократи, да гласуват законопроект, предложен от правителството (за монопола върху тютюна и свързания с него външен заем), води до разпускането на народното събрание.

## Сесии

### Редовни
- I редовна (15 октомври – 23 декември 1901)

### Извънредни
- I извънредна (22 февруари – 26 август 1901)

## Бюро

### Председатели
- Иван Евстратиев Гешов (22 февруари – 25 октомври 1901)
- Марко Балабанов (25 октомври – 23 декември 1901)

### Подпредседатели
- Васил Кънчов
- Атанас Краев

## Законопроекти
- Закон за поземлен данък[5]
- Закон за инспекцията, упражнявана от Министерството на финансите[6]
- Закон за изменение на Избирателния закон[7]